# Charles Marie de La Condamine
Pour les articles homonymes, voir Condamine.
Charles Marie de La Condamine, né le 27 janvier 1701 à Paris et mort le 4 février 1774 à Paris, est un explorateur et un scientifique français, astronome et encyclopédiste du XVIIIe siècle.
Chevalier des ordres royaux, militaires et hospitaliers de Saint-Lazare de Jérusalem et de Notre-Dame du Mont-Carmel, Secrétaire des commandements de Son Altesse Sérénissime Monseigneur le duc d'Orléans
Il est membre de l’Académie royale des sciences de Paris, de la Société royale de Londres, des Académies de Berlin, de Saint-Pétersbourg, de Bologne, de Cortone, et de l'Académie de Stanislas sise à Nancy.
Il est élu à l'Académie française en 1760 et reçu par Buffon.
Il est célèbre pour avoir mené, de 1735 à 1743, une expédition géodésique française en Équateur qui a mesuré trois degrés du méridien afin de déterminer la figure de la Terre.
Il a acquis une notoriété particulière en tant que défenseur engagé dans l'inoculation contre la variole.
Par son apport sur la botanique, la zoologie et la géographie de l'Équateur et de l'Amazonie il est considéré comme un précurseur de Humboldt.

## Carrière

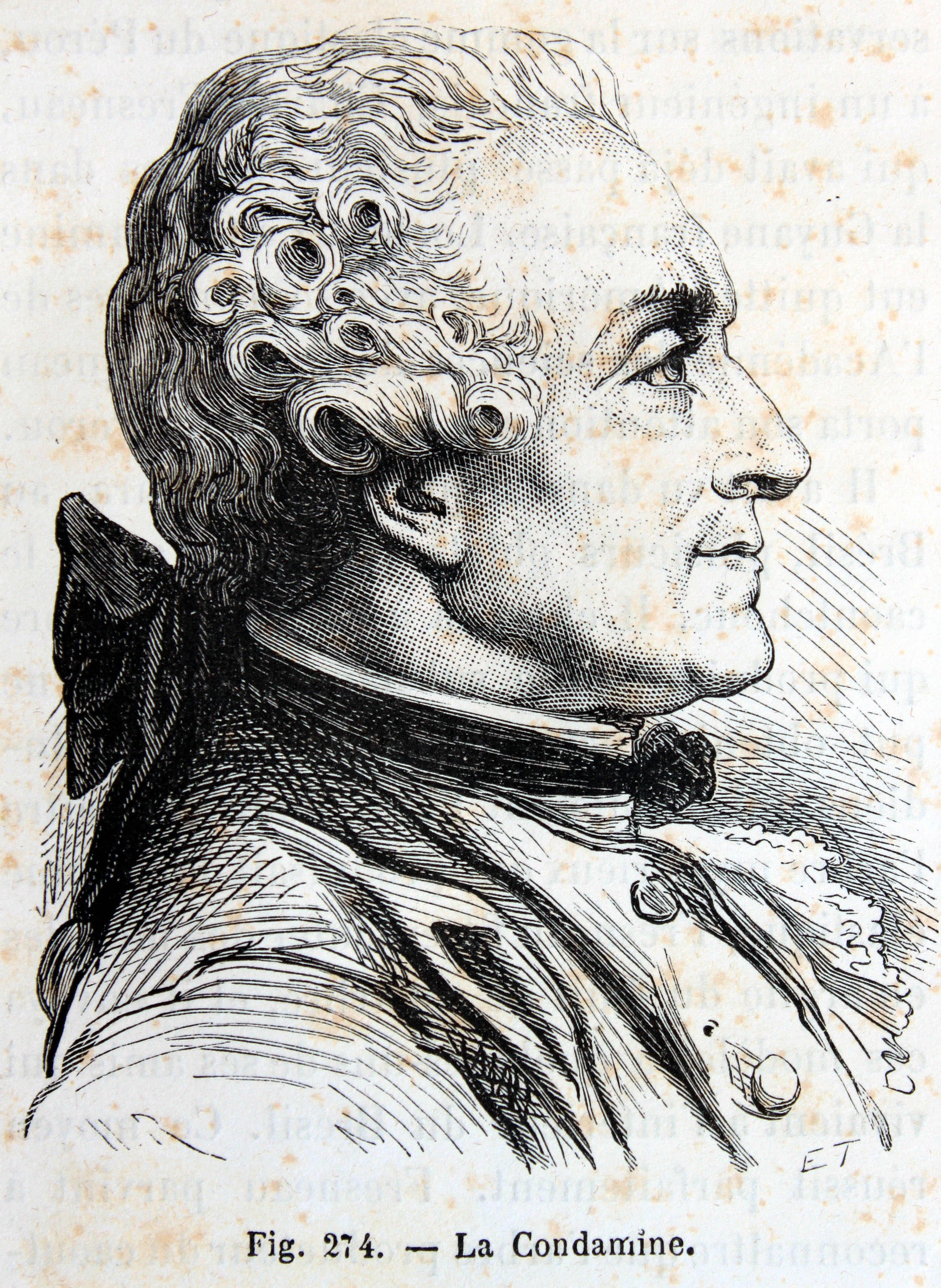
La Condamine (Louis Figuier 1873-1877).

### Ses débuts (1701-1730)
Charles-Marie de La Condamine est baptisé le 28 janvier 1701. Son père Claude de La Condamine, receveur général des finances à Moulins, meurt en 1711. Après des études à Paris au collège Louis-le-Grand, Charles-Marie de La Condamine se tourne d'abord vers une carrière militaire : il accompagne au siège de Roses son oncle maternel, le chevalier de Chources, capitaine au Régiment de Dauphin-cavalerie ; mais, ayant contracté la variole qui le laisse défiguré, il quitte l'armée en 1719 pour se consacrer à des études scientifiques de toutes natures : mathématiques (coniques), chimie (végétations métalliques), mécanique (tour à reproduire), physique (déclinaison de l'aiguille aimantée), etc.
Il vit essentiellement à Paris, non loin de l'église Saint-Roch où il a été baptisé. Il habite une maison cul-de-sac Saint-Thomas-du-Louvre près de la galerie du Louvre au bord de la Seine.
Il participe à partir de 1726 aux travaux de la Société des arts dite encore « Académie du Petit-Luxembourg » du comte de Clermont. Il entre à l'Académie des sciences comme adjoint-chimiste (le premier grade de cette institution) en 1730.

### Voyage aux Échelles du Levant (1731-1732)
En mai 1731, passionné par les voyages, il rejoint à Toulon l'escadre de Duguay Trouin qui part pour une inspection des échelles du Levant. Il visite Alger, Tripoli, Tunis, Alexandrie, Jérusalem et la Terre sainte, Chypre, Rhodes et les îles du Dodécanèse. Il découvre avec déception l'emplacement reconnu à l'époque pour le site de Troie et termine son voyage par un séjour de trois mois à Constantinople avant de regagner Marseille en mai 1732.
Il raconte ces voyages dans : 
- un mémoire : Observations mathématiques et physiques faites dans un voyage du Levant en 1731 et 1732, publié par l'Académie.
- un journal : dont il existe un manuscrit autographe, non publié, détaillant jour par jour son parcours[4].

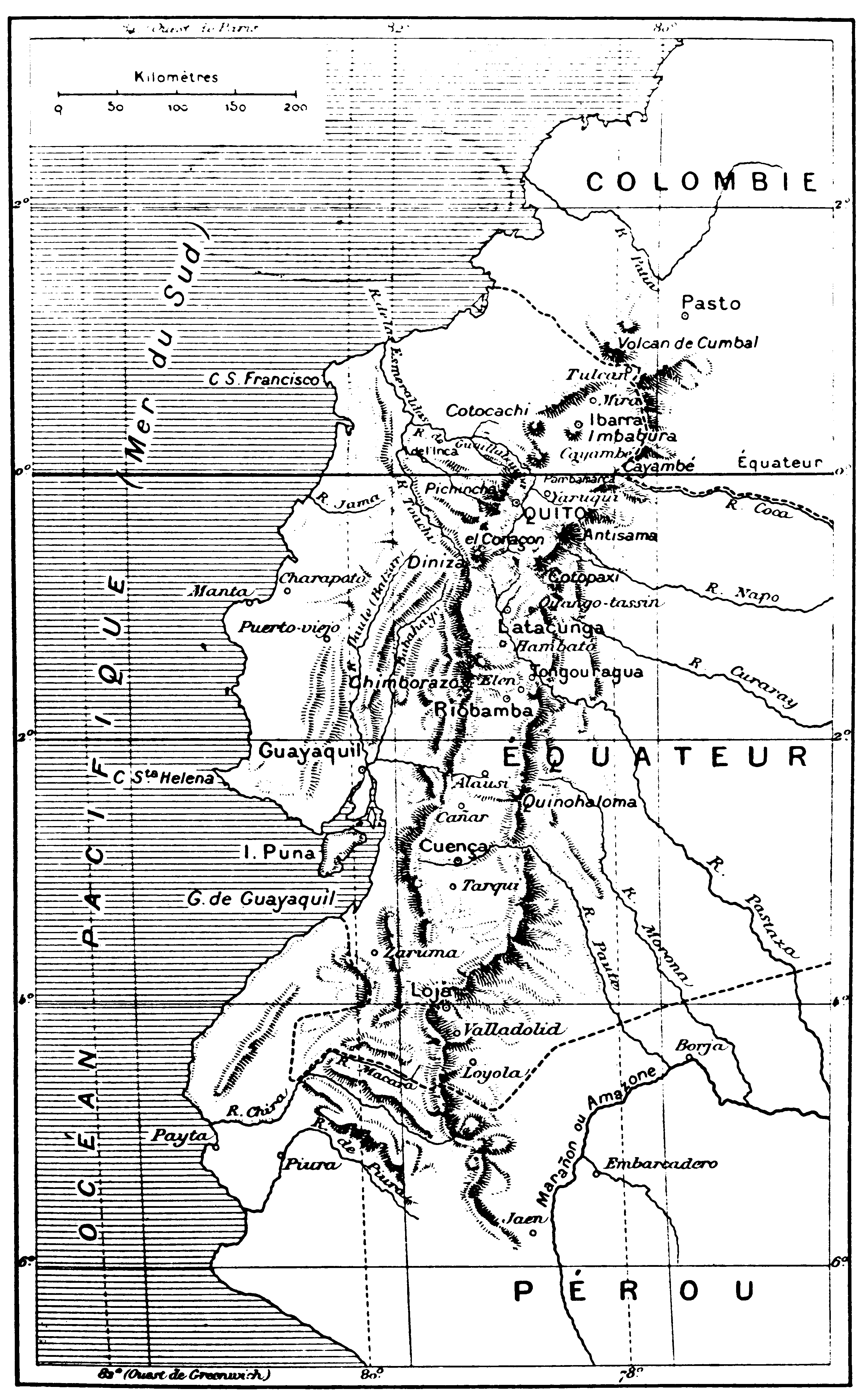
Carte de l’Équateur : on visualise bien ici l'allée des Andes située entre les deux branches de la Cordillère de Quito à Cuenca et théâtre des opérations de mesures de l'équipe de La Condamine).

### Voyage en Équateur (1735-1745)
En avril 1735, il est chargé par l’Académie des sciences de conduire une expédition au nord du Pérou afin de mesurer la longueur d'un arc de méridien d'un degré à proximité de l’équateur. Séduit par la perspective de voir progresser la cartographie indispensable à la navigation, Philippe V a accordé son soutien à l’expédition en août 1734. C’est la première fois qu’un roi d’Espagne autorise des étrangers à voyager dans ce qui est alors la Vice-Royauté de Nouvelle-Grenade et c’est la première expédition scientifique au Nouveau Monde.
Il s'agissait de vérifier la figure de la Terre et l'hypothèse d'Isaac Newton, selon laquelle le globe terrestre n'est pas une sphère parfaite, mais est enflé près de l'équateur et aplati aux pôles (en forme de « mandarine »). Cette idée de Newton avait soulevé une énorme controverse chez les scientifiques français entre un clan « cartésien » adepte des théories scientifiques de Descartes et du mécanisme des tourbillons et un clan « newtonien », auquel appartenait La Condamine. Les Cartésiens soutenaient au contraire que la Terre était aplatie à l'équateur et enflée aux pôles (en forme de « citron »).
L'expédition à Quito est officiellement dirigée par Louis Godin. Deux autres savants accompagnent La Condamine : Pierre Bouguer, astronome, et Joseph de Jussieu, médecin, naturaliste et frère des célèbres académiciens Bernard et Antoine de Jussieu.
Parallèlement, une autre expédition est envoyée près des pôles en Laponie, dirigée par Pierre Louis Maupertuis et à laquelle participent également Alexis Claude Clairaut et Pierre Charles Le Monnier, pour mesurer la longueur de plusieurs degrés de latitude orthogonaux au cercle arctique.
L'expédition de La Condamine se déroule dans un climat difficile au cœur de la cordillère des Andes, entre les villes de Quito (actuellement capitale de l'Équateur) et de Cuenca. Les Espagnols qui dirigent le pays sont assez hostiles à cette « compagnie de Français », venue observer et mesurer leur nouvelle colonie. Deux officiers de la Marine espagnole rejoignent les Français à l'escale de Carthagène. Ils sont chargés d'assister et de surveiller les agissements des Français. Le premier, Don Jorge Juan y Santacilia, commandeur d’Aliaga dans l’ordre de Malte, âgé de vingt-et-un ans, né dans le royaume de Valence, est entré à l'École navale de Cadix en 1727, spécialiste en mathématique. Le second, Don Antonio de Ulloa, âgé de dix-neuf ans, natif de Séville, est un jeune homme distingué. Tous deux lieutenants de vaisseau, ils étaient déjà associés de l'Académie des sciences de Madrid, quand ils sont partis pour l'Amérique.
La Condamine, par son sens de l'organisation et des contacts humains, sauve du désastre l'expédition française qui, après bien des péripéties, obtient la mesure de trois degrés du méridien de Quito. On pensa longtemps que les résultats produits par les instruments et les conditions de mesure de l'époque restaient chargés d’incertitudes, mais « Plus de deux cents ans plus tard, les géodésiens constateraient que leurs mesures étaient d’une étonnante exactitude, largement supérieure à celles que Maupertuis avait effectuées en Laponie. » 
C’est au cours de ce long périple que La Condamine aura aussi « l’idée d’utiliser la “longueur d’un pendule à secondes à l’équateur, à l’altitude de Quito” comme “mesure naturelle” […] définie par l’attraction gravitationnelle de la Terre, plutôt que d’une mesure arbitraire comme le pied d’un roi qui fournirait un instrument normalisé à l’usage de toutes les nations ». Il anticipe ainsi sur ce qui, cinquante ans plus tard, allait inspirer aux savants français l’invention du mètre.
En 1743, C. M. de la Condamine, P. Bouguer et L. Godin se séparent pour leur retour en Europe. La Condamine choisit de traverser le continent d'ouest en est pour rejoindre Cayenne, puis l'Europe en 1745.

### Descente de l'Amazone (1743-1744)

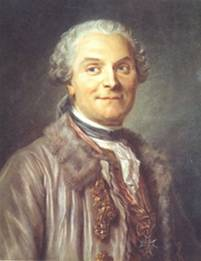
La Condamine (Quentin de La Tour, 1753).

Parti de Cuenca le 11 mai 1743, La Condamine rejoint Cayenne le 26 février 1744 en descendant le fleuve Amazone depuis Jaén (Pérou) jusqu'à Para (Belém).
Il est le premier scientifique à avoir descendu l'Amazone ; il cherche ces amazones mythiques qui peupleraient ces régions. Ce voyage permit de dresser une carte du cours de l'Amazone, de décrire le Pongo de Manseriche, l'arbre quinquina, dont est extraite la quinine, de découvrir l'arbre à caoutchouc (appelé "cahuchu" localement)  et l'usage du curare, poison utilisé par les Amérindiens pour leurs flèches.
Il observe et explique le phénomène de la « pororoca », flux marin à l’embouchure de l’Amazone, qui se produit pendant les trois jours les plus proches de la pleine lune et de la nouvelle lune à l’occasion de la marée haute. Une vague de mascaret se forme à l’embouchure du fleuve au niveau d'une autre embouchure, celle du fleuve Araguari, où existent des hauts-fonds et des bancs de sable. Elle peut déferler pendant quatre heures, atteindre une taille maximale de quatre mètres et une vitesse de soixante kilomètres à l'heure.
À Cayenne, il multiplie les expériences avec le docteur Jacques-François Artur et l'ingénieur du roi François Fresneau de La Gataudière.
Il revient à Paris en février 1745 en rapportant plus de deux cents objets d'histoire naturelle qu'il offre à Buffon. Observateur insatiable de la nature, il a décrit de nombreux animaux inconnus, dont le Colibri de Quito, le Condor des Andes, le Mico d’Amazonie, le Lamantin d’Amérique, le Perroquet jaune et le Jaguar du Brésil, l’oiseau Trompette de Guyane et le Tapir.

### Voyage en Italie (1754-1755)
La Condamine quitte Paris pour l'Italie le 28 décembre 1754. Le 7 janvier il voit le Rhône couvert de glaces près de Lyon, d'où il s'embarque pour Avignon. Il visite le pont du Gard et la Maison Carrée de Nîmes, et Montpellier sous la neige. Il fait la connaissance de la margravine Wilhelmine de Bayreuth, sœur du grand Frédéric, qui passe l'hiver à Avignon.

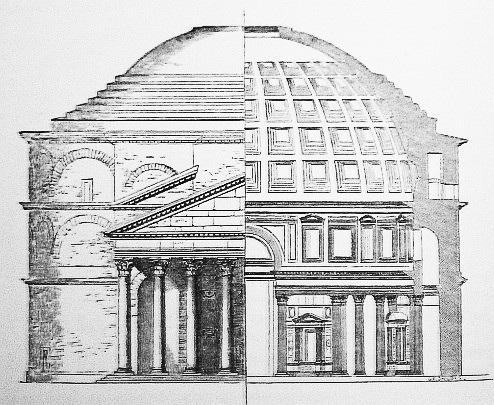
Façade et coupe du Panthéon de Rome.

À Gènes on lui montre un vase précieux, le Sacro Catino, venant de la reine de Saba, qui passe pour être en émeraude. La Condamine estime qu'il est en verre coloré. Dans le golfe de la Spécie il voit une source d'eau douce bouillonnante au milieu de la mer. Il passe par l'ancienne ville de La Luna, détruite par les Sarrasins, et par Livourne. Il est à Pise pour l'éclipse de Lune du 27 mars 1755 et il y mesure à treize pieds de Paris, soit à un peu plus de quatre de nos mètres, le défaut d'aplomb de la tour de Pise.
Il séjourne à Florence, où il est logé au palais Corsini au bord de l'Arno. Il visite toutes les beautés de la ville des Médicis et s'intéresse à la restauration de la méridienne de la cathédrale Santa Maria del Fiore par l'astronome Leonardo Ximenes. Il s'agit d'une ouverture circulaire sur le dôme de la cathédrale, qui donne une image du Soleil sur la ligne méridienne tracée par une bande de marbre du pavement, et sert à déterminer les points solsticiaux et les variations de l'écliptique.
À Rome, La Condamine loge chez son ami Étienne François de Choiseul dans l'ancienne ambassade de France (le palais Cesarini, qui sera détruit sous Mussolini pour mettre au jour des ruines magnifiques du forum antique de Pompée). Il veut retrouver la mesure exacte du pied romain, en mesurant des monuments antiques comme la colonne Trajane ou le Panthéon de Rome.
Il visite Naples et le tombeau de Virgile sur la colline du Pausilippe en compagnie de la margrave de Bayreuth. Il monte au sommet du Vésuve et visite les ruines antiques souterraines d'Herculanum, qui venaient d'être découvertes.

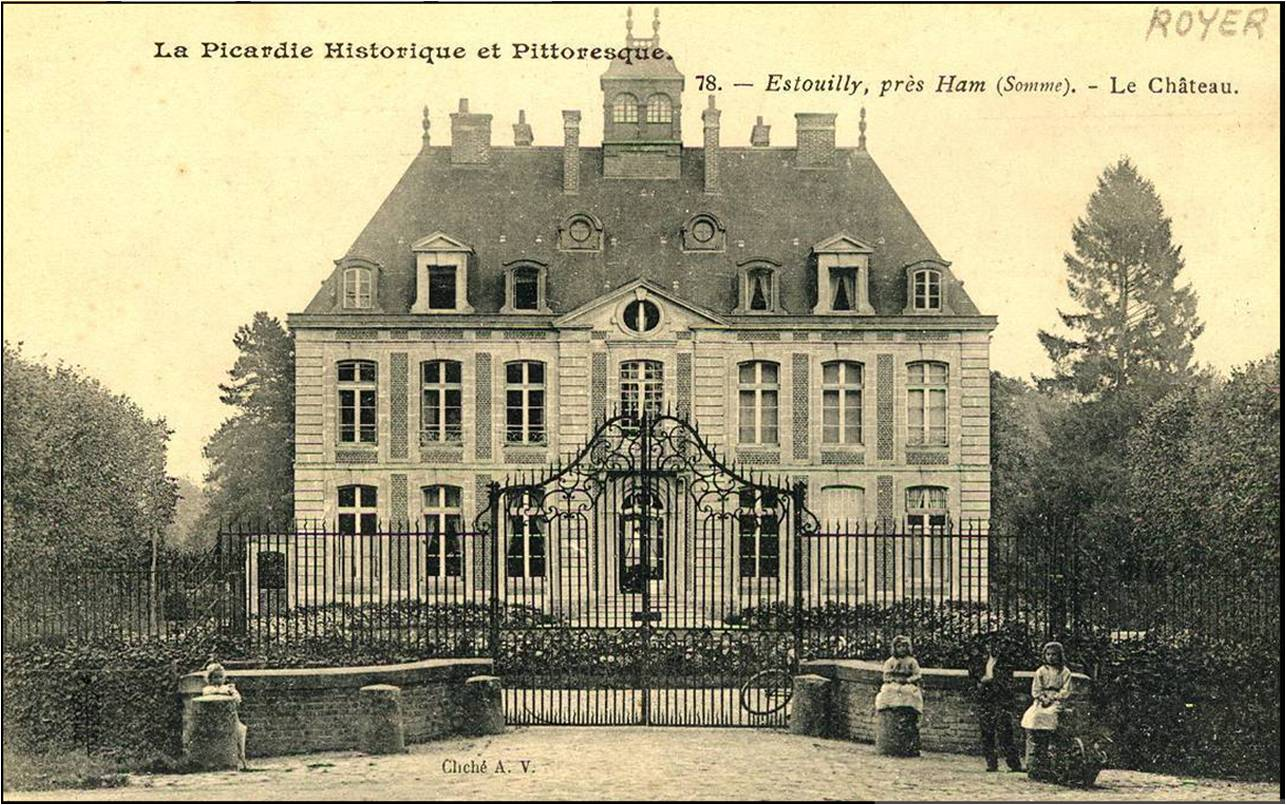
Château de La Condamine à Estouilly.

Il termine son tour d'Italie par Bologne, Modène, Parme, Mantoue, Venise, Padoue, Milan et Turin. À son retour il publie un mémoire sur ses nombreuses observations géographiques et scientifiques.

### Mariage avec Marie-Louise Charlotte Bouzier d’Estouilly (1756)

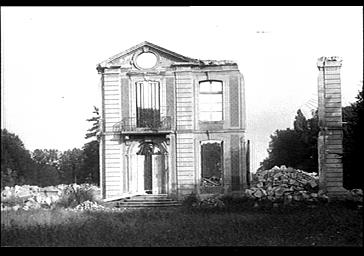
Château de La Condamine à Estouilly après les bombardements de 1917.

Par dispense du Pape Benoît XIV, obtenue lors de son voyage en Italie, La Condamine épouse le 13 octobre 1756 sa nièce et filleule Marie-Louise Charlotte Bouzier d’Estouilly. Ils n'auront pas d'enfants.
Dès lors La Condamine se repose une grande partie de l'année dans le château des Bouzier, situé à Estouilly près de Ham en Picardie. Ce château, qui abritait encore au début du XXe siècle de précieux documents appartenant à La Condamine et à son ami Maupertuis, des lettres duquel il sera le dépositaire après sa mort, fut détruit lors des bombardements allemands sur la Somme en mars 1917. Mais les papiers La Condamine et Maupertuis ont survécu; ils ont été dispersés en vente publique ; une partie s’en trouve aujourd'hui à la bibliothèque de l'Institut de France.
Quelques années après son retour du Pérou, il est atteint de surdité, probablement à la suite de ses escapades en haute altitude dans les Andes. Pour mieux entendre il utilise bientôt un cornet acoustique, instrument qui le rendra célèbre dans les rues de Paris.

### Combat pour l'inoculation (1755-1773)
Durant toute la dernière partie de sa vie, La Condamine fait campagne pour l'inoculation contre la petite vérole (ou variolisation), maladie qui l'a contaminé lorsqu'il était à l'armée. Théodore Tronchin multiplie les inoculations.

## L'apport de Charles-Marie de La Condamine
« Il y avait à l'académie un curieux effrayant, La Condamine : il rimait des bouquets à Chloris comme Gentil-Bernard et explorait l'océan comme Vasco de Gama » - Victor Hugo, Paris, Librairie internationale (Paris) 1867

### Un «grand courrier de la philosophie»

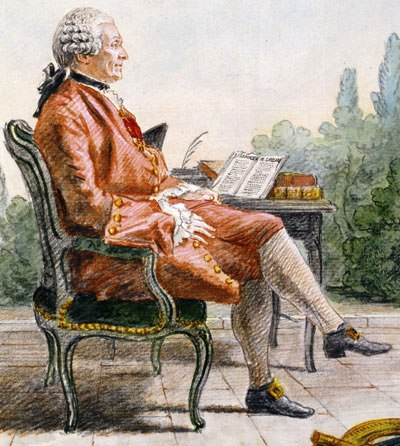
La Condamine (Cartmontelle, 1760).

D'après Voltaire, La Condamine est un « grand courrier de la philosophie ».
En mars 1745 Voltaire écrit à La Condamine : « de tous ceux qui ont le bonheur de vous connaître il n'y en a point qui vous soient plus véritablement dévoués que Voltaire. »
La Condamine est l'ami de nombreux scientifiques et philosophes de son temps, comme Maupertuis, Buffon, La Beaumelle, Pedro Vicente Maldonado, Boscovich. Il a fourni plusieurs articles sur l’histoire naturelle et la géographie de l’Amérique à l’Encyclopédie de Diderot et D’Alembert.
Il succède à l'Académie française à Louis-Guy de Guérapin de Vauréal le 29 novembre 1760. Il est reçu le 12 janvier 1761 par Buffon, qui fait son éloge en disant : « ... du génie pour les sciences, du goût pour la littérature, du talent pour écrire, de l'ardeur pour entreprendre, du courage pour exécuter, de la constance pour achever, de l'amitié pour vos rivaux, du zèle pour vos amis, de l'enthousiasme pour l'humanité : voilà ce que vous connaît un ancien ami, un confrère de trente ans, qui se félicite aujourd'hui de le devenir pour la seconde fois. »

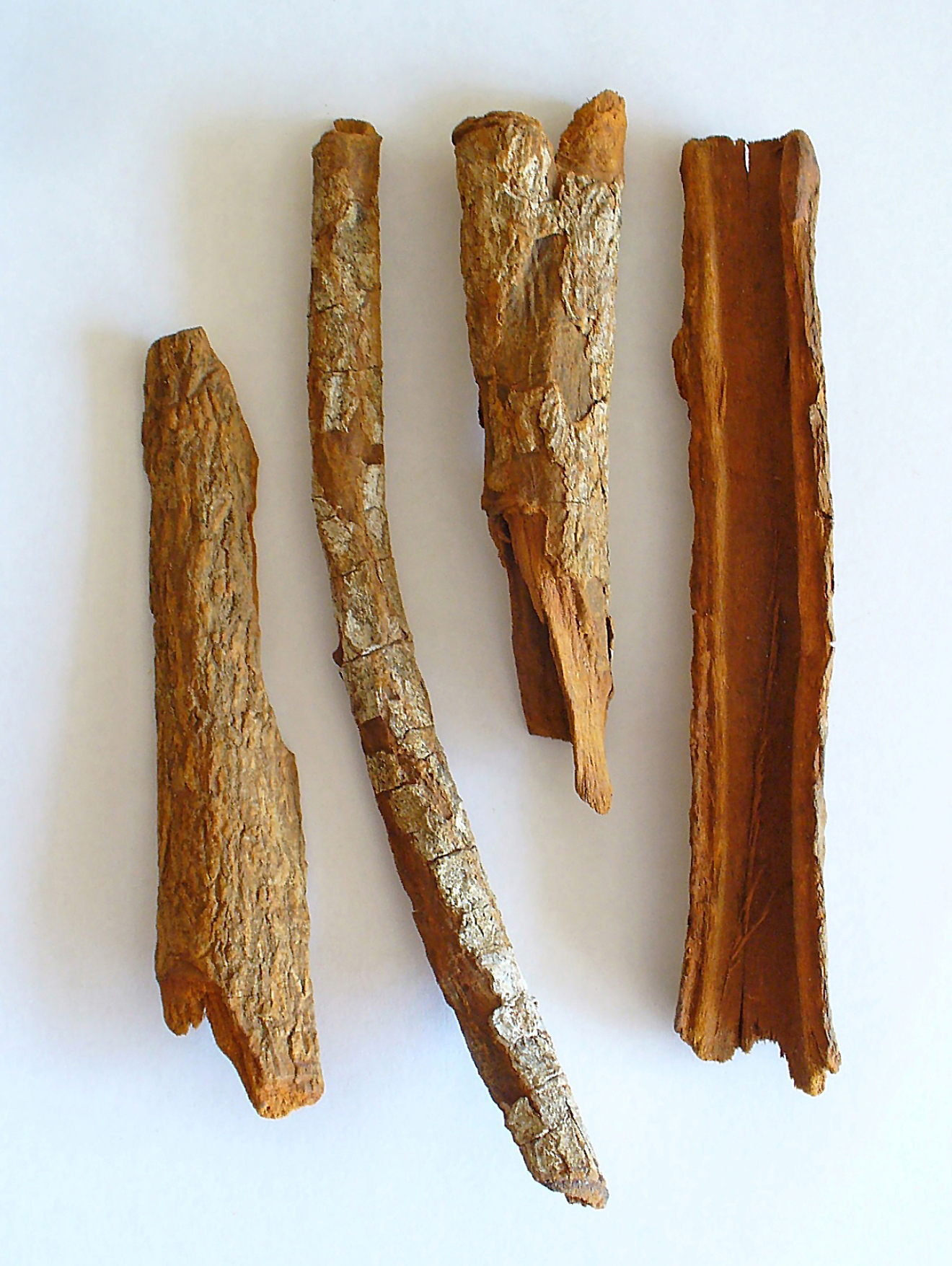
Écorce de quinquina (Cinchona officinalis).

### Le quinquina
La Condamine se rend à Lima, au début de 1737, pour collecter de l'argent. Au cours de ce voyage il étudie, au sud de Loja sur le coteau de Caxanuma, l'arbre Cinchona avec son écorce médicinale active exploitée pour en tirer la quinine, fébrifuge et antipaludéen naturel. Probablement Joseph de Jussieu qui avait herborisé dans toute la région lui avait indiqué cet endroit où l'on trouve la meilleure espèce produisant du quinquina et qui porte aujourd'hui le nom de La Condamine : Cinchona Officinalis Condaminea.
La Condamine enverra un mémoire Sur l'arbre du Quinquina qui sera publié par l'Académie des Sciences de Paris en 1738.

### Le caoutchouc
La Condamine publie devant l'académie des sciences les travaux de François Fresneau de la Gataudière sur le caoutchouc naturel. La Condamine effectue la première description scientifique de cette matière appelée Caotchu — en quechua Cao signifie « bois » et tchu « qui pleure » —, et par rapprochement phonétique il francise son nom ; Fresneau fait de même pour l'hévéa.

### Le curare
Le curare est une substance extraite de certaines lianes d'Amazonie qui provoque une paralysie des muscles. Il est utilisé par certains Amérindiens et Aborigènes comme poison pour enduire les flèches. Les tentatives d'utilisation du curare en chirurgie pour décontracter les muscles au cours de l'opération ne débuteront qu'en 1912.

### Détermination du mètre

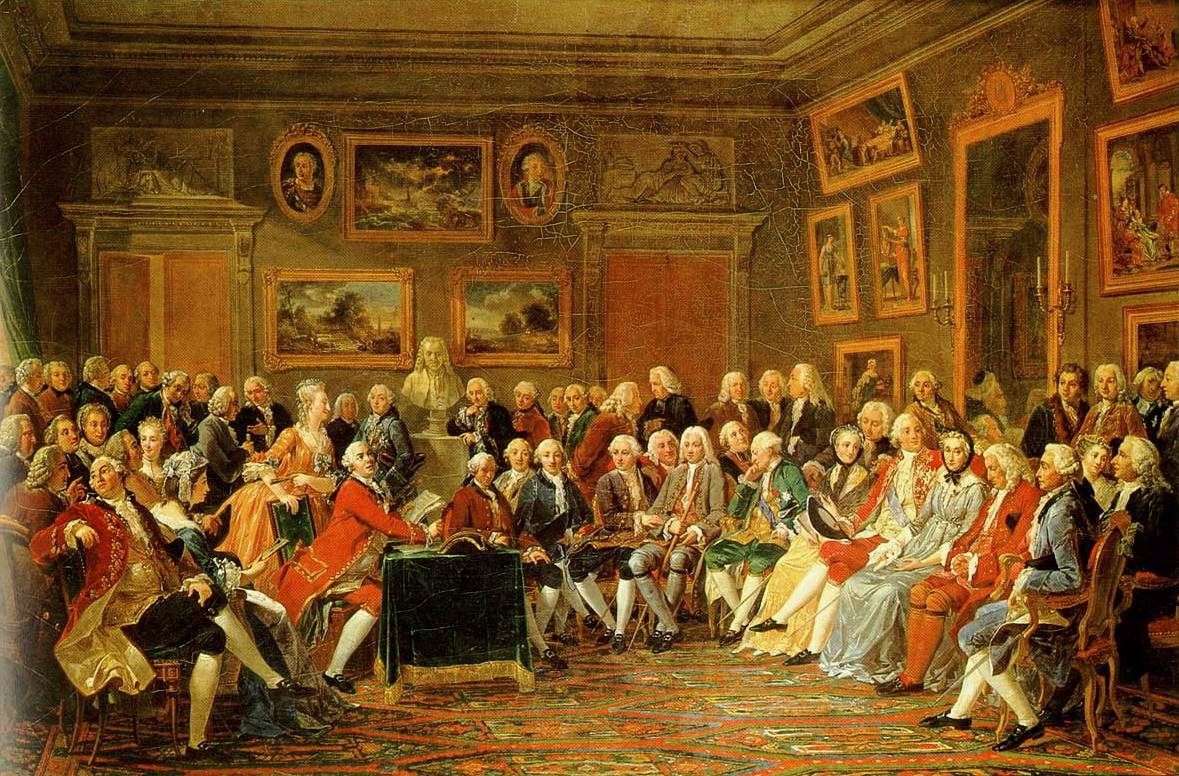
Lecture de la tragédie de L'Orphelin de la Chine de Voltaire dans le salon de Madame Geoffrin.
La Condamine, sixième personnage au dernier rang à gauche,
est penché de côté, son cornet acoustique à l'oreille.
Anicet Charles Gabriel Lemonnier (1812), château de Malmaison.

Après l'expédition du Pérou, avec d'autres scientifiques français, il mesure l'arc du méridien pour en déduire la longueur du mètre, rapporte l'unité de mesure de l'expédition. Elle deviendra l'étalon après le décret du 16 mai de Louis XV définissant la toise du Pérou - qui deviendra la toise de France - comme étalon national en remplacement de la « nouvelle toise du Châtelet » .

## Célébration du nom de La Condamine
- Paris : dans le 17e arrondissement de Paris, une voie ouverte en 1825 sous le nom de rue de la Paix, reçoit en 1868, le nom de Charles-Marie de La Condamine.
- Pézenas (Hérault) : le lycée professionnel agricole public porte le nom de Condamine[15].
- Équateur : La Condamine a laissé un souvenir vivace dans les pays sud-américains qu'il a traversés ; ainsi, le lycée franco-équatorien de la capitale Quito porte son nom[16]. Au nord de Quito, le monument de l’Équateur Mitad del mundo célèbre le savant et l'équipe scientifique de l'expédition française.
- Lune : sur la partie nord de la Lune, proche de l’énorme cratère Platon à 52°N 10°O se trouve le cratère lunaire La Condamine de 37 km de diamètre en 53°N 28°O qui célèbre le savant explorateur. Il est situé en bordure sud de la région orientale de la Mer du Froid. Ses falaises à l’est s’élèvent à 1 700 m ; il est accompagné d’une trentaine de cratères satellites nommés La Condamine A, B, C, etc. qui s’étendent jusqu’au milieu de la Mer du Froid. À proximité, on trouve le cratère Maupertuis à 50°N 27°O et le cratère Bouguer à 52°N 36°O.

## Principales publications

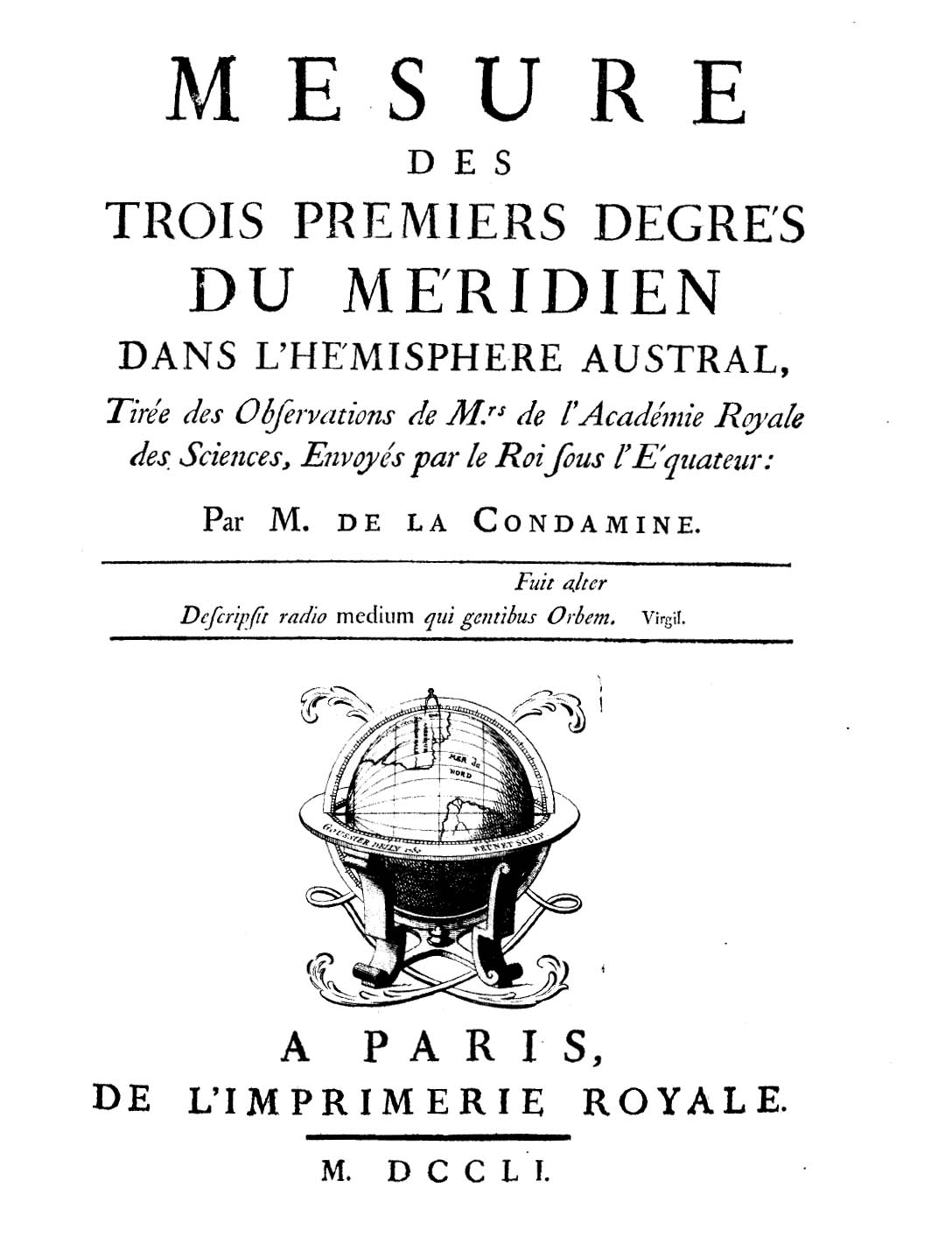
Mesure des trois premiers degrés du méridien dans l'hémisphere austral, 1751.

- 1731 : Sur une nouvelle espèce de végétation métallique, mémoires de l'Académie des sciences de Paris, lire en ligne sur Gallica.
- 1731 : Sur une nouvelle manière de considérer les sections coniques, mémoires de l'Académie des sciences de Paris, lire en ligne sur Gallica.
- 1732 : Observations mathématiques et physiques faites dans un voyage du Levant en 1731 et 1732, lues à l'assemblée publique de l'Académie des sciences de Paris, le 12 novembre 1732, lire en ligne sur Gallica.
- 1733 : Description d'un instrument qui peut servir à déterminer tous les points d'un cercle parallèle à l'équateur, mémoires de l'Académie des sciences de Paris, lire en ligne sur Gallica.
- 1734 : Nouvelle manière d'observer en mer la déclinaison de l'aiguille aimantée, mémoires de l'Académie des sciences de Paris, lire en ligne sur Gallica.
- 1734 : Recherches sur le tour : Premier mémoire : Description et usage, mémoires de l'Académie des sciences de Paris, lire en ligne sur Gallica.
- 1734 : Recherches sur le tour : Second mémoire : Examen des courbes, mémoires de l'Académie des sciences de Paris, lire en ligne sur Gallica.
- 1735 : Manière de déterminer astronomiquement la différence en longitude de deux lieux peu éloignés l'un de l'autre, mémoires de l'Académie des sciences de Paris, lire en ligne sur Gallica.
- 1738 : Sur l'arbre du Quinquina, mémoires de l'Académie des sciences de Paris, lire en ligne sur Gallica.
- 1745 : Relation abrégée d'un voyage fait dans l'intérieur de l'Amérique méridionale depuis la côte de la mer du Sud jusqu'aux côtes du Brésil et de la Guyane, en descendant la rivière des Amazones, lue à l'assemblée publique de l'Académie des sciences de Paris, le 28 avril 1745, lire en ligne sur Gallica.
- 1746 : Extrait des opérations trigonométriques, et des observations astronomiques, faites pour la mesure des degrés du méridien aux environs de l'équateur, mémoires de l'Académie des sciences de Paris, lire en ligne sur Gallica.
- 1746 : Mémoire sur quelques anciens monuments du Pérou, du temps des Incas, mémoires de l'Académie des sciences de Berlin.
- 1748 : Nouveau Projet d'une mesure invariable, mémoires de l'Académie des sciences de Paris, lire en ligne sur Gallica.
- 1751 : Charles-Marie de La Condamine, Journal du voyage fait par ordre du roi, à l'Equateur, servant d'introduction historique à la mesure des trois premiers degrés du méridien, Paris, De l'imprimerie royale, 1751, 266 p. (lire en ligne).
- 1751 : Mesure des trois premiers degrés du méridien dans l'hémisphère austral, tirée des observations de MM. de l'Académie royale des sciences de Paris envoyés par le roi sous l'équateur.
- 1751 : Lettre critique sur l'éducation (attribué à La Condamine).
- 1751 : Mémoire sur une résine élastique nouvellement découverte à Cayenne par M. Fresneau, mémoires de l'Académie des sciences de Paris, lire en ligne sur Gallica.
- 1754 : Mémoire sur l'inoculation de la petite vérole, lu à l'assemblée publique de l'Académie Royale des Sciences le mercredi 24 avril 1754. à Avignon chez F.B. Merande 1755 lire en ligne sur Gallica.
- 1755 : Histoire d'une jeune fille sauvage trouvée dans les bois à l'âge de dix ans (attribué en tout ou partie à La Condamine)
- 1757 : Extraits d'un journal de voyage en Italie, lire en ligne sur Gallica
- 1758 : Second mémoire sur l'inoculation de la petite vérole, contenant son histoire depuis 1754, lu à l'assemblée publique de l'Académie royale des sciences de Paris, à Avignon, Chez F.B. Merande, 1761, lire en ligne sur Gallica.
- 1758 : Remarques sur la toise-étalon du Châtelet, lu à l'assemblée publique de l'Académie Royale des sciences de Paris le 29 juillet 1758, lire en ligne sur Gallica.
- 1765 : Suite de l'histoire de l'inoculation de la petite vérole de 1758 jusqu'en 1765 : Troisième Mémoire, lire en ligne sur Gallica.
- 1770 : Lettre sur les marées de la rivière des Amazones.
- 1773 : Histoire de l'inoculation de la petite vérole, ou Recueil de mémoires, lettres, extraits et autres écrits sur la petite vérole artificielle.
- posthume : Choix de poésies de Pezai, Saint-Peravi et La Condamine, publiées par Pezai, 1810
- Charles-Marie de La Condamine, Relation abrégé d'un voyage fait de l'intérieur de l'Amérique méridionale, depuis la côte de la mer du sud, jusqu'aux côtes du Brésil & de la Guyane, en descendant la rivière des Amazones, A Maestricht, Chez Jean-Edma Dufour, 1778, 379 p. (lire en ligne)

#### Bases de données et dictionnaires
- Ressources relatives à la recherche :   - Biodiversity Heritage Library
  - La France savante
  - Harvard University Herbaria & Libraries
  - International Plant Names Index
  - Isidore
- Ressources relatives aux beaux-arts :   - AGORHA
  - Artists of the World Online
- Ressource relative à la littérature :   - Académie française (membres)
- Ressource relative à l'astronomie :   - Biographical Encyclopedia of Astronomers
- Ressource relative à la santé :   - Bibliothèque interuniversitaire de santé
- Notices dans des dictionnaires ou encyclopédies généralistes :   - Britannica
  - Brockhaus
  - Deutsche Biographie
  - Diccionario Biográfico Español
  - Enciclopedia italiana
  - Enciclopedia De Agostini
  - Gran Enciclopèdia Catalana
  - Hrvatska Enciklopedija
  - Nationalencyklopedin
  - Proleksis enciklopedija
  - Store norske leksikon
  - Treccani
  - Visuotinė lietuvių enciklopedija
- Notices d'autorité :   - VIAF
  - ISNI
  - BnF (données)
  - IdRef
  - LCCN
  - GND
  - Italie
  - CiNii
  - Espagne
  - Belgique
  - Pays-Bas
  - Pologne
  - Israël
  - NUKAT
  - Catalogne
  - Vatican
  - Australie
  - Norvège

Cond. est l’abréviation botanique standard de Charles Marie de La Condamine.
Consulter la liste des abréviations d'auteur en botanique ou la liste des plantes assignées à cet auteur par l'IPNI, la liste des champignons assignés par MycoBank, la liste des algues assignées par l'AlgaeBase et la liste des fossiles assignés à cet auteur par l'IFPNI.